# 串田守可
串田 守可（くしだ もりよし、1954年5月24日 - ）は、日本の実業家。栗本鐵工所の取締役、常務、専務、代表取締役社長を経て取締役会長。

## 経歴
京都府出身。1979年 (昭和54年) 、神戸大学大学院修了。
同年、栗本鐵工所入社。2000年 (平成12年) 10月、鉄構事業部技術総括部長。2004年6月、取締役技術開発室長、事業企画室副室長、新規事業推進本部長、技術・設備担当。2010年6月、常務取締役技術開発本部長、技術・設備担当。2013年6月、専務取締役、パイプシステム・生産・技術・設備担当。2014年4月、代表取締役専務、パイプシステム・生産・技術・設備担当。
2016年4月、前任の福井秀明と交代し代表取締役社長。2017年度以降、常に前年度を上回る売上高を記録し、2020年 (令和2年) 度は1,165億円。利益率は4.0%だった。
2021年4月、社長を菊本一高と交代し取締役会長。

## その他役職
- 日本水道工業団体連合会 副会長[5]
- 日本ダクタイル鉄管協会 副会長[6]